# Élections régionales de 2020 en Toscane
Les élections régionales de 2020 en Toscane (en italien : Elezioni regionali del 2020 in Toscana) ont lieu les 20 et 21 septembre 2020 afin d'élire le président et les conseillers de la XIe législature du conseil régional de Toscane pour un mandat de cinq ans.
Le scrutin voit la reconduction de la coalition de centre gauche.

## Contexte
Initialement prévues le 31 mai, les élections sont reportées à une date indéterminée du fait de la progression de la pandémie de maladie à coronavirus, qui oblige le gouvernement italien à mettre en quarantaine le pays tout entier le 10 mars. Le gouvernement décide par conséquent à la mi avril de reporter l'ensemble des scrutins régionaux à des dates comprises entre le 15 septembre et le 15 décembre 2020. Les dates des 20 et 21 septembre sont finalement retenues, le scrutin étant organisé sur deux jours afin de limiter la présence simultané de trop d'électeurs dans les bureaux de vote. Les élections interviennent en même temps que celles de six autres régions ainsi que d'un référendum constitutionnel sur la baisse du nombre de parlementaires,.

## Système électoral

Région de Toscane.

La Toscane est une  région italienne à statut simple. Le conseil régional ainsi que son président sont élus simultanément au suffrage universel direct, avec pour particularité au sein des régions italiennes de permettre la possibilité d'un second tour. Les 40 conseillers sont élus au scrutin proportionnel plurinominal avec listes ouvertes, panachage, vote préférentiel et seuil électoral de 5 %, tandis que le président est élu selon une version modifiée du scrutin uninominal majoritaire à deux tours. Le candidat arrivé en tête est élu s'il recueille plus de 40 % des suffrages exprimés. Dans le cas contraire, les deux candidats arrivés en tête s'affrontent lors d'un second tour organisé quatorze jours plus tard, et celui ayant recueilli le plus de suffrages est déclaré élu. Un candidat à la présidence se présente obligatoirement en tant que candidat d'une liste en lice pour le conseil régional, ce qui interdit de fait les candidatures sans étiquettes,.
La liste du président élu reçoit d'emblée une prime majoritaire portant sa part des sièges au minimum à la majorité absolue du total. La liste reçoit ainsi 24 sièges si elle est arrivée en tête au second tour, ou au premier avec plus de 45 % des suffrages. La prime descend à 23 sièges si la liste a obtenu entre 40 et 45 %. Les sièges restants sont ensuite repartis à la proportionnelle aux différentes listes ayant franchi le seuil électoral, et à leurs candidats en fonction des votes préférentiels qu'ils ont recueillis. Le seuil de 5 % est abaissé à 3 % pour les listes se présentant au sein d'une coalition, mais à la condition que celle-ci ait atteint un seuil relevé à 10 %. Par ailleurs, le président élu devient de droit membre du conseil, ce qui porte le total de conseillers à 41.

### Modalités
L'électeur vote sur un même bulletin pour un candidat à la présidence et pour la liste d'un parti. Il a la possibilité d'exprimer ce vote de plusieurs façons.
- Soit voter pour une liste, auquel cas son vote s'ajoute également à ceux pour le candidat à la présidence soutenu par la liste. Il a également la possibilité d'exprimer un vote préférentiel pour deux candidats de son choix sur la liste en écrivant leurs noms. Il ne doit dans ce cas pas écrire les noms de deux candidats de même sexe, ni un seul nom.

- Soit ne voter que pour un candidat à la présidence, auquel cas son vote n'est pas étendu à sa liste.

- Soit préciser son vote pour un candidat et son vote pour une liste. Contrairement à plusieurs autres régions italiennes, l'électeur peut effectuer un panachage en choisissant un candidat à la présidence et une liste ne faisant pas partie de celles soutenant le candidat choisi[5].

### Répartition des sièges
| Provinces                 | Sièges | +/-           |  |
| Arezzo                    | 4      | 1             |  |
| Florence                  | 13     | 1             |  |
| Grosseto                  | 1      | en stagnation |  |
| Livourne                  | 3      | en stagnation |  |
| Lucques                   | 4      | en stagnation |  |
| Massa-Carrara             | 1      | en stagnation |  |
| Pise                      | 3      | 2             |  |
| Pistoia                   | 4      | 2             |  |
| Prato                     | 1      | 1             |  |
| Sienne                    | 3      | 1             |  |
| Candidats à la présidence | 4      | 2             |  |
| Total                     | 41     | en stagnation |  |

## Résultats
|                        |                         |            |            |                      |                                           |                                  |           |         |               |               |               |       |  |
| Présidence             | Présidence              | Présidence | Présidence | Présidence           | Conseil                                   | Conseil                          | Conseil   | Conseil | Conseil       | Conseil       | Conseil       | Total |  |
| Candidats              | Candidats               | Votes      | %          | Élus                 | Partis                                    | Partis                           | Votes     | %       | +/-           | Sièges        | +/-           | Total |  |
|                        | Eugenio Giani (PD)      | 863 595    | 48,62      | 1                    |                                           |                                  |           |         |               |               |               |       |  |
|                        | Eugenio Giani (PD)      | 863 595    | 48,62      | 1                    | Parti démocrate (PD)                      | 560 980                          | 34,71     | 11,23   | 22            | 2             |               |       |  |
|                        | Eugenio Giani (PD)      | 863 595    | 48,62      | 1                    | Liste commune IV-+Eu                      | 72 340                           | 4,48      | Nv.     | 2             | 2             |               |       |  |
|                        | Eugenio Giani (PD)      | 863 595    | 48,62      | 1                    | Gauche civique et écologiste              | 47 838                           | 2,96      | Nv.     | —             | en stagnation |               |       |  |
|                        | Eugenio Giani (PD)      | 863 595    | 48,62      | 1                    | Toscane fière avec Giani (IdV-PRI-PSI-CD) | 47 647                           | 2,95      | 1,25    | —             | en stagnation |               |       |  |
|                        | Eugenio Giani (PD)      | 863 595    | 48,62      | 1                    | Europe verte (EV)                         | 26 800                           | 1,66      | Nv.     | —             | en stagnation |               |       |  |
|                        | Eugenio Giani (PD)      | 863 595    | 48,62      | 1                    | Svolta! (Volt-IiC)                        | 5 217                            | 0,32      | Nv.     | —             | en stagnation |               |       |  |
| Total Centre gauche    | Total Centre gauche     | 863 595    | 48,62      | 1                    | 760 822                                   | 47,08                            | 0,54      | 24      | en stagnation | 25            |               |       |  |
|                        | Susanna Ceccardi (Lega) | 718 625    | 40,46      | 2                    |                                           |                                  |           |         |               |               |               |       |  |
|                        | Susanna Ceccardi (Lega) | 718 625    | 40,46      | 2                    | Ligue (Lega)                              | 351 977                          | 21,78     | 5,76    | 7             | 3             |               |       |  |
|                        | Susanna Ceccardi (Lega) | 718 625    | 40,46      | 2                    | Frères d'Italie (FdI)                     | 218 161                          | 13,50     | 9,68    | 4             | 3             |               |       |  |
|                        | Susanna Ceccardi (Lega) | 718 625    | 40,46      | 2                    | Liste commune FI-UdC                      | 69 216                           | 4,28      | 4,13    | 1             | en stagnation |               |       |  |
|                        | Susanna Ceccardi (Lega) | 718 625    | 40,46      | 2                    | Toscane civique                           | 16 830                           | 1,04      | Nv.     | —             | en stagnation |               |       |  |
| Total Centre droit     | Total Centre droit      | 718 625    | 40,46      | 2                    | 656 184                                   | 40,60                            | 11,75     | 12      | 6             | 14            |               |       |  |
|                        | Irene Galletti          | 113 692    | 6,40       | 1                    |                                           | Mouvement 5 étoiles (M5S)        | 113 386   | 7,02    | 7,98          | 1             | 3             | 2     |  |
|                        | Tommaso Fattori         | 39 668     | 2,23       | —                    |                                           | Toscane à gauche (SI-PRC-PaP-SA) | 46 269    | 2,86    | 3,35          | 0             | 1             | 0     |  |
|                        | Salvatore Catello       | 16 992     | 0,96       | —                    |                                           | Parti communiste (PC)            | 16 974    | 1,05    | Nv.           | 0             | en stagnation | 0     |  |
|                        | Marco Barzanti          | 16 061     | 0,90       | —                    |                                           | Parti communiste italien (PCI)   | 15 550    | 0,96    | Nv.           | 0             | en stagnation | 0     |  |
|                        | Tiziana Vigni           | 7 664      | 0,43       | —                    |                                           | Mouvement 3V (M3V)               | 6 953     | 0,43    | Nv.           | 0             | en stagnation | 0     |  |
|                        |                         |            |            |                      |                                           |                                  |           |         |               |               |               |       |  |
| Votes valides          | Votes valides           | 1 776 297  | 94,97      |                      | Votes valides                             | Votes valides                    | 1 616 138 | 86,41   |               |               |               |       |  |
| Votes blancs et nuls   | Votes blancs et nuls    | 93 986     | 5,03       | Votes blancs et nuls | Votes blancs et nuls                      | 254 145                          | 13,59     |         |               |               |               |       |  |
| Total candidats        | Total candidats         | 1 870 283  | 100        | 4                    | Total partis                              | Total partis                     | 1 870 283 | 100     | -             | 37            | 2             | 41    |  |
| Abstentions            | Abstentions             | 1 117 598  | 37,40      |                      |                                           |                                  |           |         |               |               |               |       |  |
| Inscrits/Participation | Inscrits/Participation  | 2 987 881  | 62,60      |                      |                                           |                                  |           |         |               |               |               |       |  |